# 1770'erne
Århundreder: 17. århundrede – 18. århundrede – 19. århundrede
Årtier: 1720'erne 1730'erne 1740'erne 1750'erne 1760'erne – 1770'erne – 1780'erne 1790'erne 1800'erne 1810'erne 1820'erne
År: 1770 1771 1772 1773 1774 1775 1776 1777 1778 1779

## Begivenheder
- USA's uafhængighedserklæring - underskrives og udstedes.
- Snoldelevstenen - en runesten, findes i Snoldelev.